# نرئا باروس
نِرِئا باروس (اسپانیایی: Nerea Barros‎؛ زادهٔ ۱۲ مهٔ ۱۹۸۱) بازیگر اهل اسپانیا است که در سال ۲۰۱۴ برندهٔ جایزه گویای بهترین بازیگر جدید زن شد.
از فیلم‌ها یا برنامه‌های تلویزیونی که وی در آن نقش داشته است می‌توان به عروس کولی، لجن‌زار و پرینسیپه اشاره کرد.